# الحوليات (كتاب)

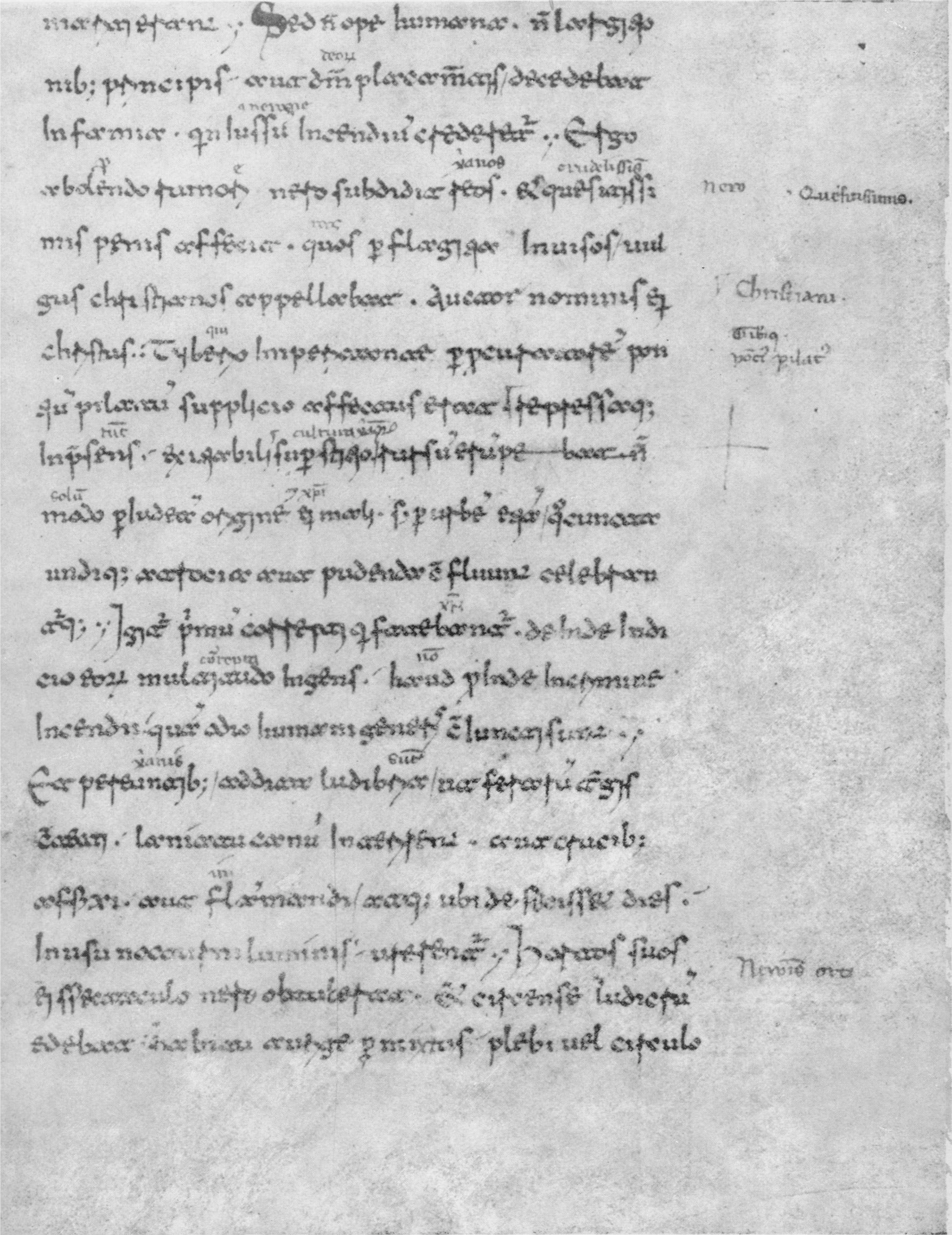
نسخة للمخطوطة الميديشية الثانية للحوليات.

الحوليات كتاب ألفه تاسيتس المؤرخ والسيناتور الروماني. يتناول الكتاب تاريخ حقبة الأباطرة الرومان تيبريوس وكلوديوس ونيرون من الفترة (14 - 68) ميلادية. ويعد الحوليات مصدراً رئيسياً للفهم الحديث لتاريخ الإمبراطورية الرومانية خلال القرن الأول . كان كتاب الحوليات هو آخر أعمال تاسيتس، والمؤرخون المعاصرون يعتبرون الكتاب أعظم أعماله.